# Francesc Bragulat i Bosom
Francesc Bragulat i Bosom (Barcelona, 5 de juliol de 1942) és un polític català, diputat al parlament de Catalunya en la X legislatura.

## Biografia
Va fer estudis de tècniques de vendes i després de treballar en diversos sectors i activitats acabà com a Agent Comercial Colegiat. De 1992 a 1996 fou membre de la Comissió de Medi Ambient de la Cambra de Comerç de Barcelona, en representació del Col·legi Oficial d'Agents Comercials de Barcelona.
Militant de Convergència Democràtica de Catalunya des de 1977, ga estat responsable de Barcelona de la Secretaria de Gent Gran i representant d'aquesta Secretaria al Comitè Executiu de la Federació de Barcelona. També ha estat membre del Consell Municipal de Benestar Social de l'Ajuntament de Barcelona en representació de CiU.
Fou elegit diputat a les eleccions al Parlament de Catalunya de 2010. Ha estat secretari de la Mesa de la Comissió de Benestar, Família i Immigració i portaveu del grup parlamentari en la Comissió de Peticions. Posteriorment ha estat secretari d'àmbit de la Gent Gran de CDC.